# Sébastien Loeb Rally Evo
Sébastien Loeb Rally Evo è un videogioco sviluppato da Milestone, azienda sviluppatrice della serie WRC dal 2010 al 2013. È stato pubblicato il 29 gennaio 2016.
Una demo contenente il Rally di Sanremo è stata distribuita sul PlayStation Store e Xbox Games Store il 24 dicembre del 2015. Il 21 gennaio 2016 la demo è uscita per PC su Steam.

## Modalità di gioco
Il gioco è basato sul nove volte campione della World Rally Championship Sébastien Loeb, che ha vinto anche la Pikes Peak International Hill Climb e gareggiato nel 2013 nella European Rallycross Championship. Il gioco contiene ben 300 km di tracciati, 8 rally differenti, 5 tracciati rallycross e la Pikes Peak. Sono presenti ben 60 auto.
Il gioco non contiene contenuti relativi a Loeb riguardo Dakar Rally, World Touring Car Championship o la 24 Hours of Le Mans.

## Auto presenti

### Evo Rally
- Volkswagen Polo R WRC
- Ford Fiesta RS WRC
- Hyundai i20 WRC
- Citroën DS3 WRC
- Mini John Cooper Works WRC
- Citroën C4 WRC
- Subaru Impreza Rally 2008

### Modern Rally
- Ford Focus WRC 1999
- Subaru Impreza WRC 2003
- Peugeot 206 WRC
- Citroën Xsara WRC

### R5
- Ford Fiesta R5
- Peugeot 208 R5

### 2WD Pro
- Citroën Saxo VTS S1600
- Suzuki Swift S1600
- Renault Clio R3
- Citroën Saxo Kit Car 1998
- Renault Clio Williams
- Toyota GT86 CS-R3

### 2WD Rookie
- Peugeot 106 Rallye 1.6
- Ford Fiesta R2
- Abarth 500

### Class Production
- Fiat Grande Punto S2000
- Peugeot 207 S2000
- Proton Satria Neo S2000
- Mitsubishi Lancer Evolution X
- Citroën Xsara Kit Car

### A8
- Lancia Delta Integrale 8V
- Ford Escort RS Cosworth
- Mitsubishi Lancer Evolution VI
- Subaru Impreza WRC 1995
- Toyota Celica ST185 GT-Four

### Gruppo B
- Ford RS200
- Peugeot 205 T16
- Renault 5 Maxi Turbo
- Audi Sport Quattro
- Lancia Delta S4

### Classe 4
- Fiat 131 Abarth Rally
- Lancia Stratos
- Peugeot 504 Coupé
- Renault Alpine A110 1600

### Anni 1970
- Abarth A112
- Mini Cooper S
- BMW 2002 T1
- Lancia Fulvia HF

### Hillclimb
- Peugeot 205 T16 Pikes Peak
- Audi Sport Quattro S1 Pikes Peak
- Peugeot 208 T16 Pikes Peak
- Suzuki Pikes Peak SX4

## Contenuti scaricabili
- DLC Rallycross Pack
- DLC Class S Prototipi: Lancia ECV, Toyota 222D, Vauxhall Astra 4S e Peugeot Quasar.

## Accoglienza
Il gioco ha ricevuto un mix di critiche positive e negative. È stato elogiato l'elevato numero di modalità, modelli di auto, tracciati, rally e il modello di guida. È stato criticato il motore grafico considerato oramai troppo obsoleto, qualche imperfezione della fisica e i bug presenti.